# Donovan Mitchell
Donovan Mitchell Jr. (Nova Iorque, 7 de setembro de 1996) é um jogador norte-americano de basquete profissional que atualmente joga no Cleveland Cavaliers da National Basketball Association (NBA).
Apelidado de "Spida", ele jogou basquete universitário pelo Louisville Cardinals e foi selecionado pelo Denver Nuggets como a 13ª escolha geral no draft da NBA de 2017. Ele foi imediatamente negociado com o Utah Jazz.

## Primeiros anos
Filho de Donovan Sr. e Nicole, Donovan nasceu em 7 de setembro de 1996 em Elmsford, Nova York. Sua mãe, que é descendente de panamenhos, é professora e seu pai é ex-jogador de beisebol da MiLB. Mitchell tem uma irmã mais nova chamada Jordan.
Com seu pai atuando como diretor do New York Mets, Mitchell passou sua infância nos vestiários da Major League Baseball (MLB).

## Carreira no ensino médio
Mitchell frequentou a Canterbury School em New Milford nos seus primeiros dois anos do ensino médio, depois de se formar na Greenwich Country Day School também em Connecticut. Além do basquete, Mitchell jogou beisebol em Canterbury. No entanto, sua carreira no beisebol no ensino médio terminou em seu segundo ano, após sofrer uma lesão. 
Em seus últimos anos, sua mãe o transferiu para a Brewster Academy em Wolfeboro, New Hampshire. Fazendo do basquete seu foco e aproveitando o programa de destaque nacional de Brewster, Mitchell atraiu consideravelmente mais atenção dos treinadores de basquete universitário. Ele ganhou dois títulos nacionais com a equipe de Brewster. 
Como faria mais tarde na universidade, Mitchell passava os verões jogando streetball no Rucker Park em Nova York. Em um evento patrocinado pela Under Armour em uma quadra de basquete do Brooklyn, ele fez uma enterrada que acabou sendo apresentada no SportsCenter. 
Na classe de 2015, Mitchell foi ranqueado em vigésimo sétimo lugar por um serviço de recrutamento e em quadragésimo terceiro por outro. Ele se comprometeu com a Universidade de Louisville para jogar basquete universitário.

## Carreira universitária

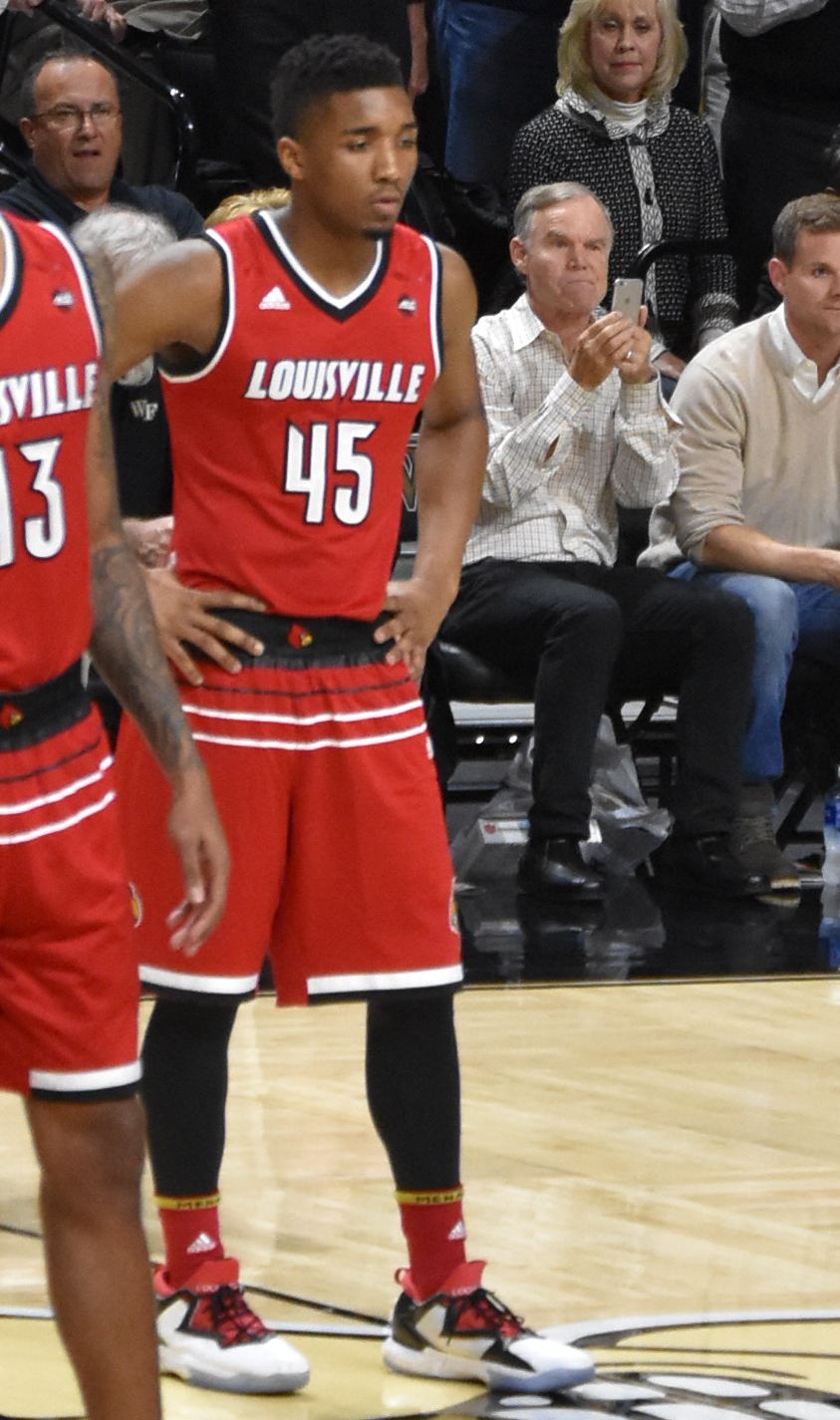
Mitchell jogando pelo Louisville Cardinals em 2017

Mitchell optou por usar o número 45 em homenagem a Michael Jordan, que usou o mesmo número durante sua carreira no beisebol e no início de seu retorno à NBA em 1995. 
Como calouro na Universidade de Louisville, Mitchell teve médias de 7,4 pontos, 1,7 assistências e 3,4 rebotes.
Em sua segunda temporada, Mitchell teve médias de 15,6 pontos, 2,7 assistências e 4,9 rebotes. Ele foi nomeado para a Primeira-Equipe da Atlantic Coast Conference. Embora não tenha contratado um agente imediatamente, Mitchell se declarou para o Draft da NBA de 2017 logo após essa temporada.

## Carreira profissional

### Utah Jazz (2017–2022)

#### Temporada de 2017–18: temporada de estreia

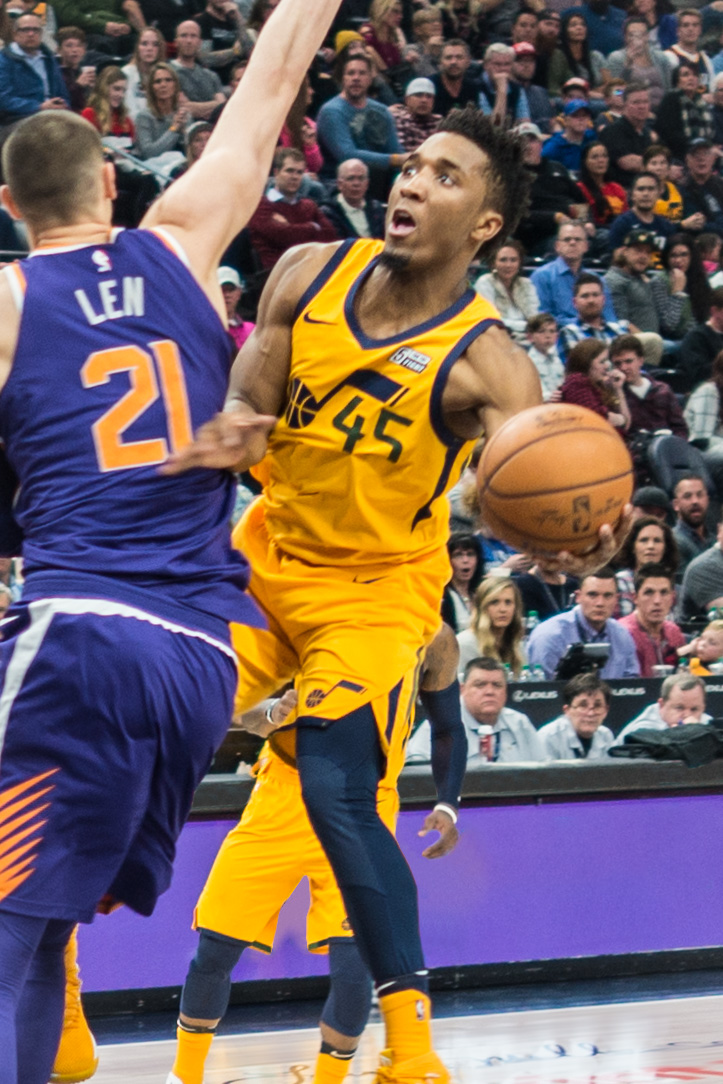
Mitchell jogando pelo Utah Jazz em 2018

Mitchell foi selecionado pelo Denver Nuggets como a 13ª escolha geral no draft da NBA de 2017. Ele foi negociado com o Utah Jazz pela 24ª escolha (Tyler Lydon) e Trey Lyles. Em 5 de julho de 2017, Mitchell assinou um contrato de quatro anos e US$ 14.5 milhões com o Jazz.
Em sua estreia na NBA em 18 de outubro de 2017, Mitchell registrou 10 pontos e quatro assistências contra o Denver Nuggets. Em 1º de dezembro de 2017, ele marcou 41 pontos na vitória por 114–108 sobre o New Orleans Pelicans. Ele estabeleceu o recorde de mais pontos para um novato do Jazz e se tornou o primeiro novato da NBA a marcar 40 pontos em um jogo desde Blake Griffin em 2011.
Em 4 de janeiro de 2018, Mitchell foi nomeado o Novato do Mês da Conferência Oeste após ter médias de 23,1 pontos, 3,4 assistências, 3,2 rebotes e 1,8 roubos de bola durante o mês de dezembro. Em 15 de janeiro de 2018, Mitchell ultrapassou Karl Malone como o jogador com mais jogos com mais de 20 pontos durante a sua temporada de estreia. Em 2 de fevereiro de 2018, Donovan registrou seu segundo jogo de 40 pontos em sua temporada de estreia, tornando-se o primeiro armador novato a marcar dois jogos de 40 pontos desde Allen Iverson em 1996-97.
Em 5 de fevereiro de 2018, Donovan foi nomeado pela NBA como substituto de Aaron Gordon no Slam Dunk Contest de 2018. Ele venceu a competição marcando 48 e 50 na primeira rodada e 50 e 48 na rodada final. 
Em 1º de março de 2018, Mitchell foi nomeado o Novato do Mês da Conferência Oeste pela terceira vez naquela temporada. Em 10 de abril, ele estabeleceu o recorde de mais cestas de três pontos como novato com 186. Em 12 de abril, Mitchell foi nomeado o Novato do Mês da Conferência Oeste em março e abril.
Na estreia de Mitchell nos playoffs contra o Oklahoma City Thunder em 15 de abril, ele registrou 27 pontos, 10 rebotes e três assistências. Ele machucou o pé durante o jogo mas conseguiu jogar no Jogo 2 e marcou 28 pontos para levar o Jazz a uma vitória por 102–95. Mitchell levou o Jazz a uma vitória na série sobre o Thunder com média de 28,5 pontos. Seus 171 pontos na série foi a terceira maior marca por um novato em seus primeiros seis jogos do playoffs, atrás apenas de Kareem Abdul-Jabbar e Wilt Chamberlain.

#### Temporada de 2018–19: segunda temporada

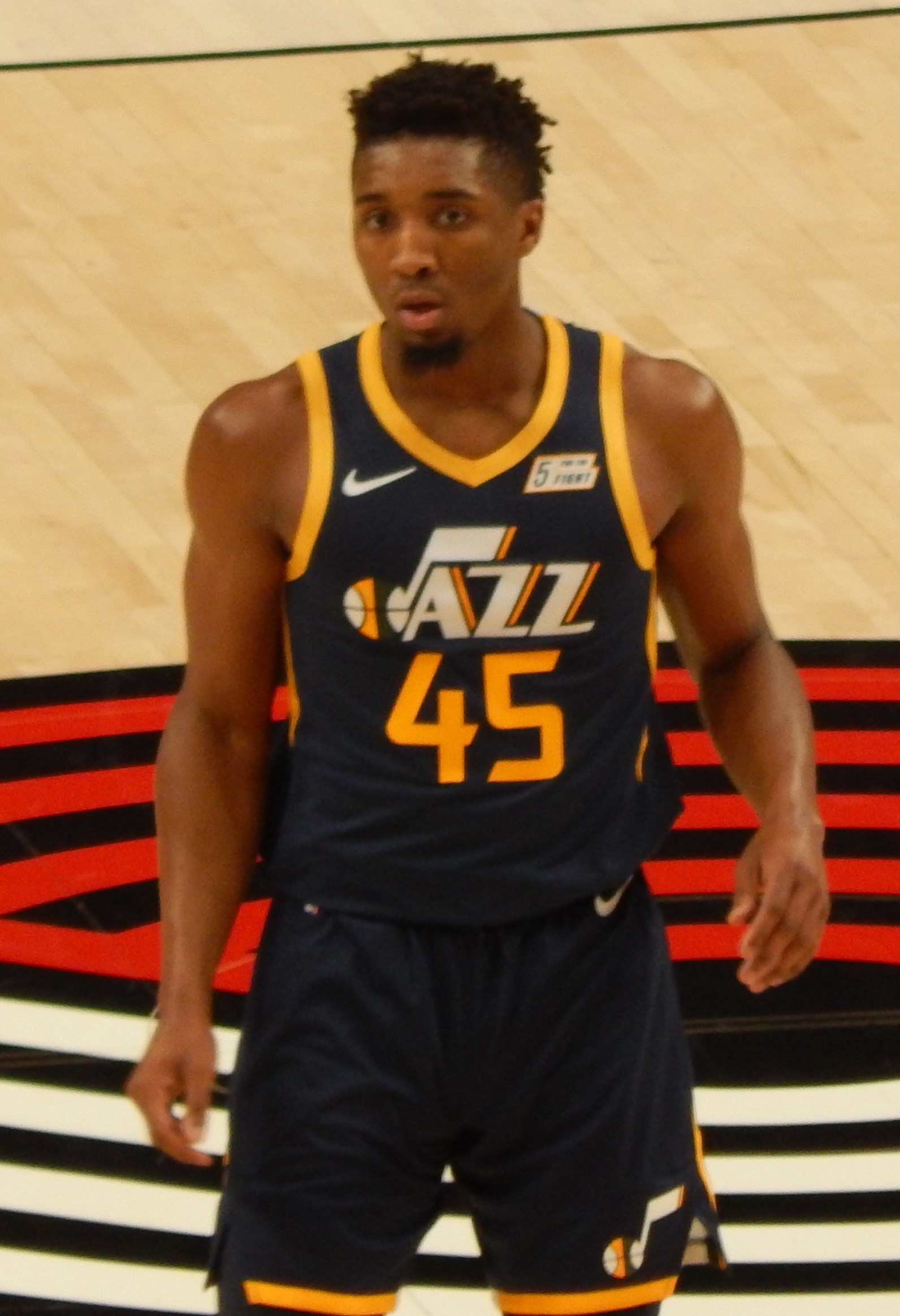
Mitchell em 2018

Em 25 de janeiro de 2019, Mitchell registrou seu primeiro e único duplo-duplo da temporada com 24 pontos e 11 assistências em uma vitória por 106–102 sobre o Minnesota Timberwolves. Mitchell registrou um total de cinco jogos de 30 pontos no mês de janeiro, incluindo três jogos consecutivos, o que lhe valeu o Prêmio de Jogador da Semana da Conferência Oeste na semana de 6 a 13 de janeiro.
O Jazz seria mais uma vez eliminado na pós-temporada pelo Rockets em cinco jogos, desta vez na primeira rodada. Mitchell jogou mal nos dois primeiros jogos, ficando com apenas 19 e 11 pontos, respectivamente. Ele marcou 34 pontos na derrota por 104-101 no Jogo 3, antes de marcar 31 pontos no Jogo 4, a única vitória de Utah.

#### Temporada de 2019-20: Primeiro All-Star Game
Mitchell abriu a temporada de 2019-20 com um desempenho de 32 pontos e 12 assistências na vitória por 105-95 sobre o Oklahoma City Thunder. Em 16 de janeiro de 2020, Mitchell marcou 46 pontos em uma derrota por 138-132 para o New Orleans Pelicans.
Em 30 de janeiro, Mitchell foi nomeado para o All-Star Game pela primeira vez em sua carreira, sendo selecionado como reserva da Conferência Oeste no All-Star Game da NBA de 2019.
Em 24 de fevereiro, Mitchell marcou 38 pontos em uma derrota por 131-111 para o Phoenix Suns, antes de marcar 37 pontos dois dias depois, em uma derrota por 114-103 para o Boston Celtics.
Em 11 de março de 2020, Mitchell e seu companheiro de equipe, Rudy Gobert, testaram positivo para COVID-19, resultando na suspensão da temporada da NBA. Quatro meses depois, a liga foi posteriormente reintegrada na Bolha da NBA, onde o Jazz obteve a sexta melhor campanha e enfrentou o Denver Nuggets na primeira rodada. Em 17 de agosto de 2020, Mitchell marcou 57 pontos em uma derrota por 125-135 na prorrogação para os Nuggets, a terceira maior na história dos playoffs. Seis dias depois, ele marcou 51 pontos para se juntar a Michael Jordan e Allen Iverson como os únicos jogadores a marcar 50 ou mais pontos duas vezes em uma série de playoffs.
Durante o encurtado período de entressafra de 2020, Mitchell assinou uma extensão de cinco anos e US$ 163 milhões com o Jazz.

#### Temporada de 2020-21: Melhor recorde da NBA
Em 23 de fevereiro de 2021, Mitchell foi nomeado reserva da Conferência Oeste no All-Star Game da NBA de 2021, marcando sua segunda seleção consecutiva ao All-Star. Apesar de uma entorse de tornozelo em meados de abril contra o Indiana Pacers, que deixaria Mitchell de fora nos últimos dezesseis jogos da temporada regular, o Jazz terminou com a melhor campanha da NBA e a vantagem de jogar em casa durante toda a pós-temporada pela primeira vez desde 1997-98.
Depois de derrotar o Memphis Grizzlies na primeira rodada em cinco jogos, Utah avançaria para jogar contra o Los Angeles Clippers nas semifinais da Conferência, onde no Jogo 1, Mitchell marcaria 45 pontos em uma vitória por 112–109. No Jogo 2, uma vitória por 117–111, ele teve 37 pontos. Mitchell teve um grande Jogo 6 com 39 pontos, nove rebotes e nove assistências. O Jazz foi eliminado após sua quarta derrota consecutiva para os Clippers.

#### Temporada de 2021–22: Temporada final em Utah
Em 3 de fevereiro de 2022, Mitchell foi nomeado reserva da Conferência Oeste no All-Star Game da NBA de 2022, marcando sua terceira seleção consecutiva ao All-Star.
Em 16 de abril, durante o Jogo 1 da primeira rodada dos playoffs, ele registrou 32 pontos, seis rebotes e seis assistências na vitória por 99-93 sobre o Dallas Mavericks. Utah perderia para o Dallas em seis jogos. Depois de outra decepção nos playoffs, o Jazz decidiu trocar Mitchell e Rudy Gobert na pós-temporada.

### Cleveland Cavaliers (2022–Presente)

#### Temporada de 2022–23 season: Primeira-Equipe All-NBA
Em 1º de setembro de 2022, Mitchell foi negociado com o Cleveland Cavaliers em troca de Lauri Markkanen, Collin Sexton, Ochai Agbaji e três escolhas de primeira rodada.
Ele fez sua estreia em 19 de outubro e registrou 31 pontos e nove assistências na derrota por 108-105 para o Toronto Raptors. Em 28 de outubro, Mitchell marcou 41 pontos em uma vitória por 132–123 sobre o Boston Celtics. Ele e o companheiro de equipe, Caris LeVert, fizeram 41 pontos cada. A última vez que os Cavaliers tiveram vários artilheiros de 40 pontos foi no Jogo 5 das finais da NBA de 2016, quando LeBron James e Kyrie Irving fizeram 41. No jogo seguinte, Mitchell registrou 38 pontos e 12 assistências em uma vitória por 121–108 sobre o New York Knicks. Em 6 de dezembro, ele marcou 43 pontos em uma vitória por 116–102 sobre o Los Angeles Lakers.
Em 2 de janeiro de 2023, Mitchell marcou um recorde na temporada da NBA, na carreira e na história dos Cavaliers com 71 pontos, além de oito rebotes e 11 assistências, em uma vitória na prorrogação por 145-134 sobre o Chicago Bulls. Foi o jogo com mais pontos para qualquer jogador da NBA desde o jogo de 81 pontos de Kobe Bryant em 2006. Mitchell se tornou o sétimo jogador na história da NBA a marcar 70 ou mais pontos em um jogo e o primeiro a fazê-lo com pelo menos 10 assistências. Em 26 de janeiro, Mitchell foi nomeado titular da Conferência Leste para o All-Star Game da NBA de 2023, marcando sua quarta seleção consecutiva e a primeira como titular. Em 31 de março, Mitchell marcou 42 pontos em uma derrota por 130-116 contra o New York Knicks. Ele também ultrapassou LeBron James pelo maior número de jogos de 40 pontos em uma temporada por um jogador dos Cavaliers com 11. Em 4 de abril, Mitchell marcou 43 pontos, seu quarto jogo consecutivo com 40 ou mais pontos, liderando os Cavaliers para uma vitória por 117-113 sobre o Orlando Magic. Ele se tornou o primeiro jogador dos a marcar 40 ou mais pontos em quatro jogos consecutivos. Com sua performance, Mitchell também garantiu a 4ª posição na Conferência Leste e a vantagem do mando de quadra na primeira rodada para os Cavaliers, além da primeira temporada de 50 vitórias da franquia desde 1993 sem LeBron James no elenco.
Em 15 de abril, no seu primeiro jogo dos playoffs pelos Cavs, Mitchell registrou 38 pontos, cinco rebotes, oito assistências e três roubos de bola em uma derrota por 101-97 contra os Knicks. Os 38 pontos de Mitchell estabeleceram um recorde da equipe de maior pontuação na estreia de um jogador nos playoffs. No Jogo 2 da série de playoffs da primeira rodada contra os Knicks, Mitchell registrou um recorde da carreira nos playoffs com 13 assistências em uma vitória por 107-90 para empatar a série em um jogo cada. Os Cavaliers foram eliminados após sua terceira derrota consecutiva para os Knicks, apesar de uma performance de 28 pontos, 7 rebotes e 5 assistências de Mitchell no Jogo 5.

#### Temporada de 2023–24
Em 3 de março de 2024, Mitchell fraturou o nariz depois de receber uma cotovalada do companheiro de equipe Tristan Thompson, o que o obrigou a perder um jogo em 18 de março contra o Indiana Pacers. Em março, Mitchell também desenvolveu um hematoma ósseo no joelho esquerdo, o que o fez perder sete jogos. Em 19 de março, Mitchell passou por um procedimento para reparar sua fratura nasal, o que o afastou por pelo menos uma semana.
No Jogo 6 da primeira rodada dos playoffs contra o Orlando Magic, Mitchell marcou 50 pontos em uma derrota por 103-96. Ele marcou 52% dos pontos dos Cavaliers no Jogo 6, a maior marca de um jogador com oportunidade de garantir uma série de playoffs na história da NBA. O único outro jogador a marcar pelo menos metade dos pontos de sua equipe em uma situação de fechamento de série foi Michael Jordan no Jogo 6 das Finais da NBA de 1998. Em 5 de maio, Mitchell registrou 39 pontos, nove rebotes e cinco assistências em uma vitória por 106-94 no Jogo 7, enviando assim os Cavs para as Semifinais da Conferência Leste. Cleveland venceu sua primeira série de playoffs sem LeBron James desde 1993.

## Estatísticas da carreira
|  | Líder da liga |

### NBA

#### Temporada Regular
| Ano      | Equipe    | PJ  | PT  | MPJ  | AP   | 3P   | LL    | RT  | AS  | BR  | TO | PPJ  |
| -------- | --------- | --- | --- | ---- | ---- | ---- | ----- | --- | --- | --- | -- | ---- |
| 2017–18  | Utah      | 79  | 71  | 33.4 | .437 | .340 | .805  | 3.7 | 3.7 | 1.5 | .3 | 20.5 |
| 2018–19  | Utah      | 77  | 77  | 33.7 | .432 | .362 | .806  | 4.1 | 4.2 | 1.4 | .4 | 23.8 |
| 2019–20  | Utah      | 69  | 69  | 34.3 | .449 | .366 | .863  | 4.4 | 4.3 | 1.0 | .2 | 24.0 |
| 2020–21  | Utah      | 53  | 53  | 33.4 | .438 | .386 | .845  | 4.4 | 5.2 | 1.0 | .3 | 26.4 |
| 2021–22  | Utah      | 67  | 67  | 33.8 | .448 | .355 | .853  | 4.2 | 5.3 | 1.5 | .2 | 25.9 |
| 2022–23  | Cleveland | 68  | 68  | 35.8 | .484 | .386 | .867  | 4.3 | 4.4 | 1.5 | .4 | 28.3 |
| 2023–24  | Cleveland | 55  | 55  | 35.3 | .462 | .368 | .865  | 5.1 | 6.1 | 1.8 | .5 | 26.6 |
| Carreira | Carreira  | 468 | 460 | 34.2 | .450 | .366 | .843  | 4.3 | 4.7 | 1.3 | .3 | 25.0 |
| All-Star | All-Star  | 4   | 1   | 22.2 | .482 | .395 | 1.000 | 5.0 | 5.0 | 1.8 | .3 | 17.8 |

#### Playoffs
| Ano      | Equipe    | PJ | PT | MPJ  | AP   | 3P   | LL   | RT  | AS  | BR  | TO | PPJ  |
| -------- | --------- | -- | -- | ---- | ---- | ---- | ---- | --- | --- | --- | -- | ---- |
| 2018     | Utah      | 11 | 11 | 37.4 | .420 | .313 | .907 | 5.9 | 4.2 | 1.5 | .4 | 24.4 |
| 2019     | Utah      | 5  | 5  | 38.6 | .321 | .256 | .727 | 5.0 | 3.2 | 1.6 | .2 | 21.4 |
| 2020     | Utah      | 7  | 7  | 37.7 | .529 | .516 | .948 | 5.0 | 4.9 | 1.0 | .3 | 36.3 |
| 2021     | Utah      | 10 | 10 | 34.6 | .447 | .435 | .829 | 4.2 | 5.5 | 1.1 | .2 | 32.3 |
| 2022     | Utah      | 6  | 6  | 38.2 | .398 | .208 | .881 | 4.3 | 5.7 | .7  | .5 | 25.5 |
| 2023     | Cleveland | 5  | 5  | 41.3 | .433 | .289 | .722 | 5.0 | 7.2 | 2.0 | .6 | 23.2 |
| 2024     | Cleveland | 10 | 10 | 38.2 | .476 | .354 | .815 | 5.4 | 4.7 | 1.3 | .3 | 29.6 |
| Carreira | Carreira  | 54 | 54 | 37.6 | .439 | .358 | .848 | 5.0 | 5.0 | 1.3 | .3 | 28.1 |

### Universitário
| Ano      | Equipe     | PJ | PT | MPJ  | AP   | 3P   | LL   | RT  | AS  | BR  | TO  | PPJ  |
| -------- | ---------- | -- | -- | ---- | ---- | ---- | ---- | --- | --- | --- | --- | ---- |
| 2015–16  | Louisville | 31 | 5  | 19.1 | .442 | .250 | .754 | 3.4 | 1.7 | .8  | .1  | 7.4  |
| 2016–17  | Louisville | 34 | 33 | 32.3 | .408 | .354 | .806 | 4.9 | 2.7 | 2.1 | .5  | 15.6 |
| Carreira | Carreira   | 65 | 38 | 25.7 | .425 | .302 | .780 | 4.1 | 2.2 | 1.4 | 0.3 | 11.5 |

Fonte:

## Prêmios e Homenagens
NBA
- 6x NBA All-Star: 2020, 2021, 2022, 2023, 2024, 2025
- 2x All-NBA Team:
  - Primeiro Time: 2025[70]
  - Segundo Time: 2023
- NBA All-Rookie Team:
  - Primeiro Time: 2018
- NBA Slam Dunk Contest Champion: 2018

## Vida pessoal
Durante a temporada de 2017-18, Mitchell apareceu na capa do Slam e estrelou um documentário chamado Rookie on the Rise. A série documental segue Mitchell em sua corrida para o Prêmio de Novato do Ano.

Mitchell é um fã do New York Mets e frequentemente vai aos jogos durante o período de entressafra. O pai de Mitchell, Donovan Sr., trabalha para o Mets há mais de vinte anos.